# ポリュペモスをあざ笑うオデュッセウス
『ポリュペモスをあざ笑うオデュッセウス』（ポリュペモスをあざわらうオデュッセウス、英: Ulysses deriding Polyphemus）は、イギリスの風景画家ジョゼフ・マロード・ウィリアム・ターナーが1829年に制作した絵画である。油彩。主題はホメロスの叙事詩『オデュッセイア』で語られている一つ目巨人キュクロプスのポリュペモスのエピソードから取られている。『解体されるために最後の停泊地に曳かれてゆく戦艦テメレール号、1838年』（The Fighting Temeraire tugged to her last berth to be broken up, 1838）、『雨、蒸気、速度 ― グレート・ウェスタン鉄道』（Rain, Steam, and Speed - The Great Western Railway）、『カルタゴを建設するディード』（Dido building Carthage）などとともに、ターナーの死後に遺贈された多くの絵画の1つで、現在はロンドンのナショナル・ギャラリーに所蔵されている。

## 主題
ポリュペモスは『オデュッセイア』第9巻に登場する巨人である。トロイア戦争後、オデュッセウスは帰国の航海の途上でキュクロプスの島に上陸した。彼らは島を調べるうちにポリュペモスの洞窟を発見したが、残忍なポリュペモスはオデュッセウスたちを洞窟に閉じ込め、彼の部下を次々に食らった。そこでオデュッセウスはマロンの葡萄酒をポリュペモスに飲ませた。ポリュペモスが眠り込むと、オデュッセウスは杭を作って火で焼き、ポリュペモスの1つしかない眼を潰した。ポリュペモスは仲間のキュクロプスに助けを求めたが、犯人は誰かと問われたときにポリュペモスはオデュッセウスが教えた偽名「ウティス」（誰でもないの意）を叫んだため、キュクロプスたちは立ち去ってしまった。オデュッセウスは羊の腹の下に隠れて洞窟を脱出したが、船で島を去る際にポリュペモスをあざ笑い、本当の名を叫んだ。するとポリュペモスは父である海神ポセイドンにオデュッセウスを罰するよう祈ったため、ポセイドーンは怒ってオデュッセウスの帰国を妨害した。

## 制作経緯

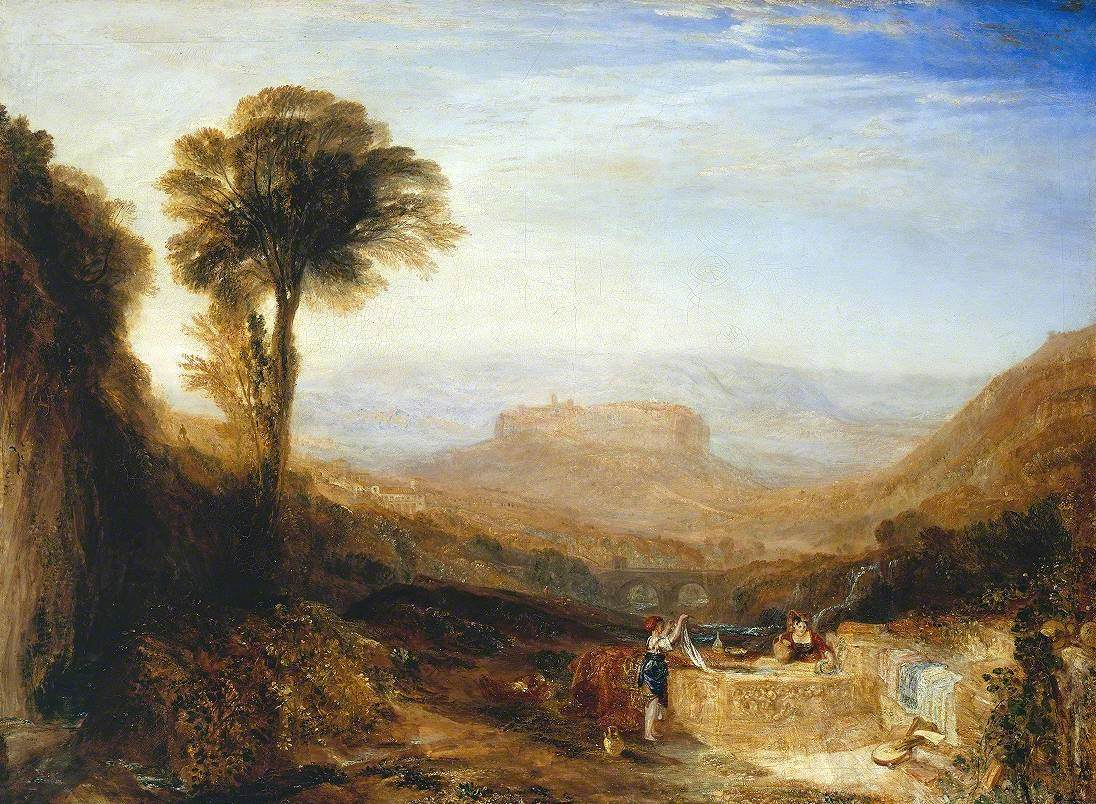
ターナーの1828年ごろの絵画『オルヴィエートの眺め』。テート・ブリテン所蔵。

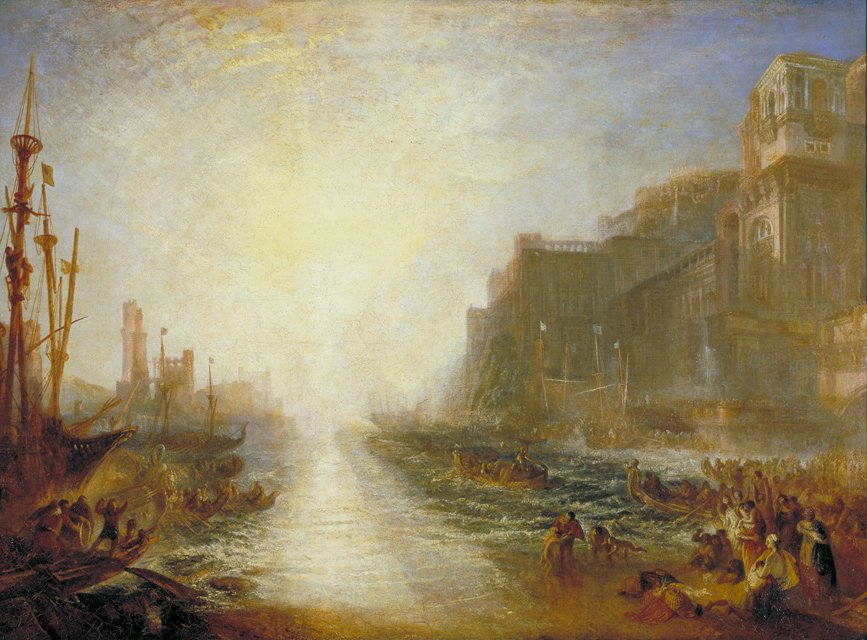
同じく『レグルス』。テート・ブリテン所蔵。

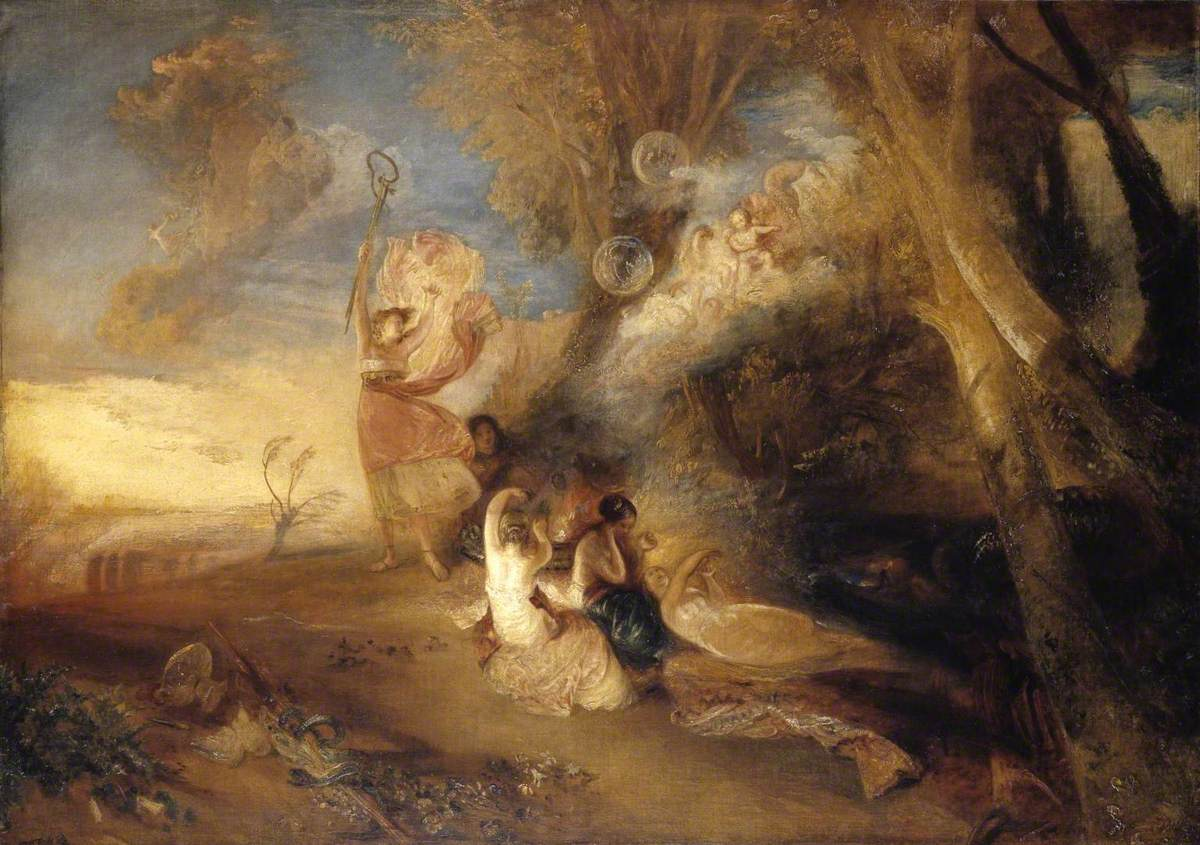
同じく『メデイアの幻視』。テート・ブリテン所蔵。

ターナーが本作品を制作したのは1828年の2度目のローマ旅行の後である。ターナーは1828年10月から翌1829年1月初旬までの滞在の間に、『オルヴィエートの眺め』（View of Orvieto）や、太陽のまばゆい光の描写がある『レグルス』（Regulus）、『メデイアの幻視』（Vision of Medea）を制作し、ローマで展示した。しかしこれらの作品を見た外国の画家たちはターナーの作品を理解できなかった。当初ターナーはこれらの作品を1829年のロイヤル・アカデミーの展覧会に出品するつもりであったが、ロンドンへの返送が遅れたため、本作品を含む新しい絵画を制作した。

## 作品
ターナーは夜明けとともにキュクロプスの島から脱出するオデュッセウスを描いている。緋色のマントを身にまとったオデュッセウスは船の緋色の旗の下に立って、島の方を振り返り、燃える松明を掲げながら自分の名前を叫び、ポリュペモスを嘲笑している。遠ざかっていく島の断崖の上には、ポリュペモスの巨大な体躯が横たわっている。その身体は影で覆われている。今日では見えにくくなっているが、太陽は太陽神ヘリオスの神馬に牽かれた輝く円盤で表されている。これらの神馬は1817年から大英博物館で展示されたパルテノン神殿の帯状装飾に彫刻された馬に基づいている。
ホメロスの詩で言及されていない要素としては、海のニンフであるネレイスたちが挙げられる。彼女たちはトビウオとともに船首前方の水面に集まり、まるで船を先導するかのようである。ネレイスたちはいずれも輝く星を頭部に伴っている。
本作品はターナーが1828年8月から1829年2月の間にイタリアで制作した油彩画スケッチに基づいている。ただし構想自体は20年以上さかのぼる可能性があり、テート・ギャラリーに所蔵されているスケッチブックの中で、オデュッセウスの両極端な性格を物語るエピソードとして『オデュッセイア』のポリュペモスとナウシカアを取り上げている。そこでは本作品との間にポリュペモスとオデュッセウスの船の位置関係や光と影の分割をはじめ、多くの要素との間に類似が見られる。またスケッチの表面に油が飛散している点から、本作品の制作時にこのスケッチブックを開いて、手元に置いていた可能性も指摘されている。本作品はターナーが大いに賞賛した『聖ウルスラの乗船』（Port avec l'embarquement de sainte Ursule）など、フランス出身のバロック時代の画家クロード・ロランが描いた日の出に対する反応であった。
深いコバルトブルーや燃えるような赤、繊細なピンク、緑、黄色といった豊富なカラーバリエーションは、ターナーが歴史的景観における「歴史的なトーン」として説明した色と光の役割の高まりを示している。このターナーの絵画における重点の転換はヨハン・ヴォルフガング・フォン・ゲーテの1810年の『色彩論』など、光学に関する研究の意識によって促進されたものであり、次第に表現力を増していくターナーの方向性を示すとともに、後期作品に顕著な幻想的性質に先駆けている。

## 当時の反応
絵画は賛否両論あり、ある敵対的な批評は「色彩は狂ってしまった･･･万華鏡やペルシア絨毯のような激しいコントラストをともに」と絵画を評した。しかしイギリスの美術評論家ジョン・ラスキンは、画家の死後すぐに本作品を「ターナーのキャリアの中心的な絵画」であると評した。

## 来歴
本作品は制作されると同年にロイヤル・アカデミーで展示され、ターナー死後の1856年にナショナル・ギャラリーに遺贈された。その後、1859年から1861の間にエドワード・グドールによってエングレーヴィングが制作されている。

## ギャラリー

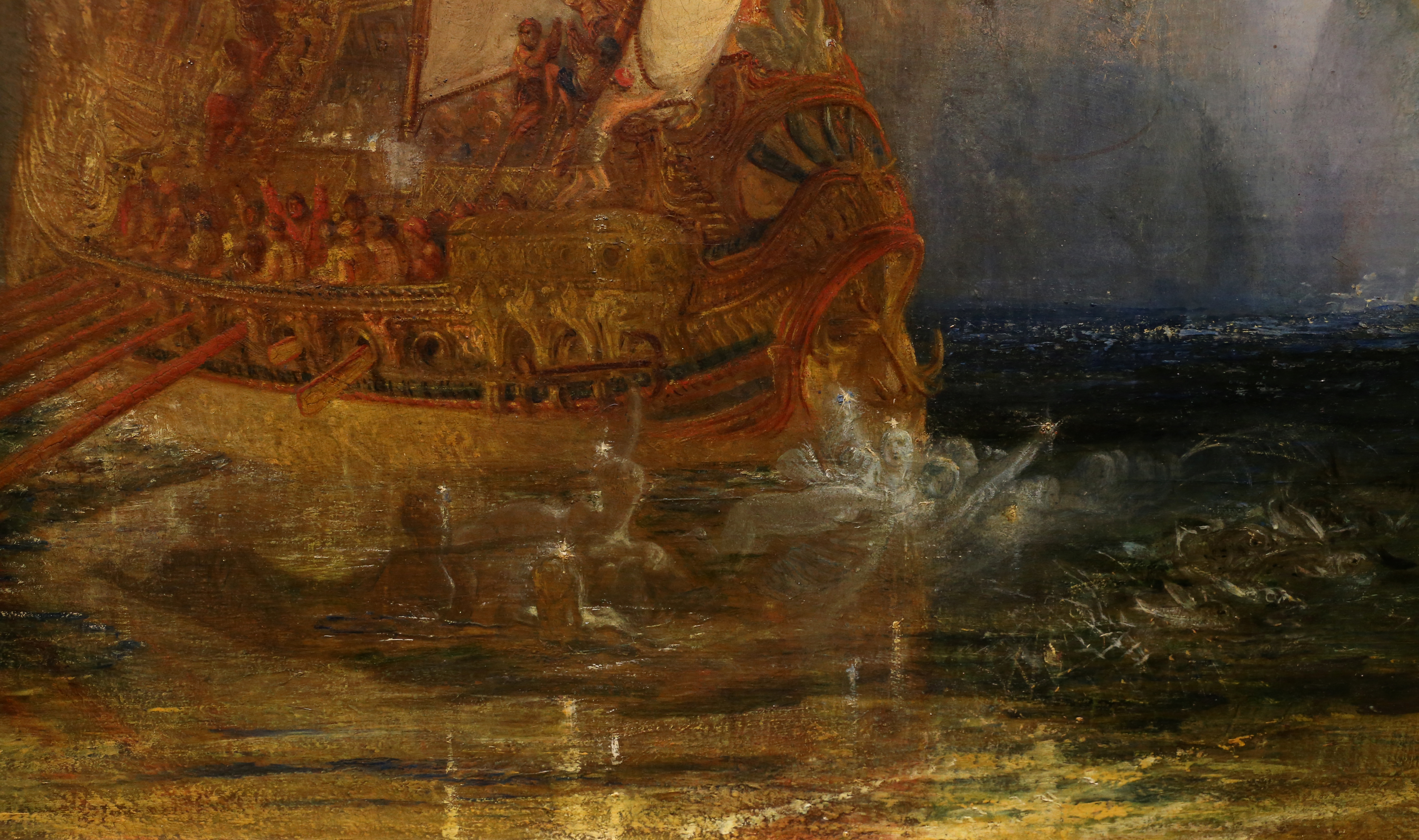
ディテール。船首前方に集まるネレイスたち。頭部に星の輝きを持つ
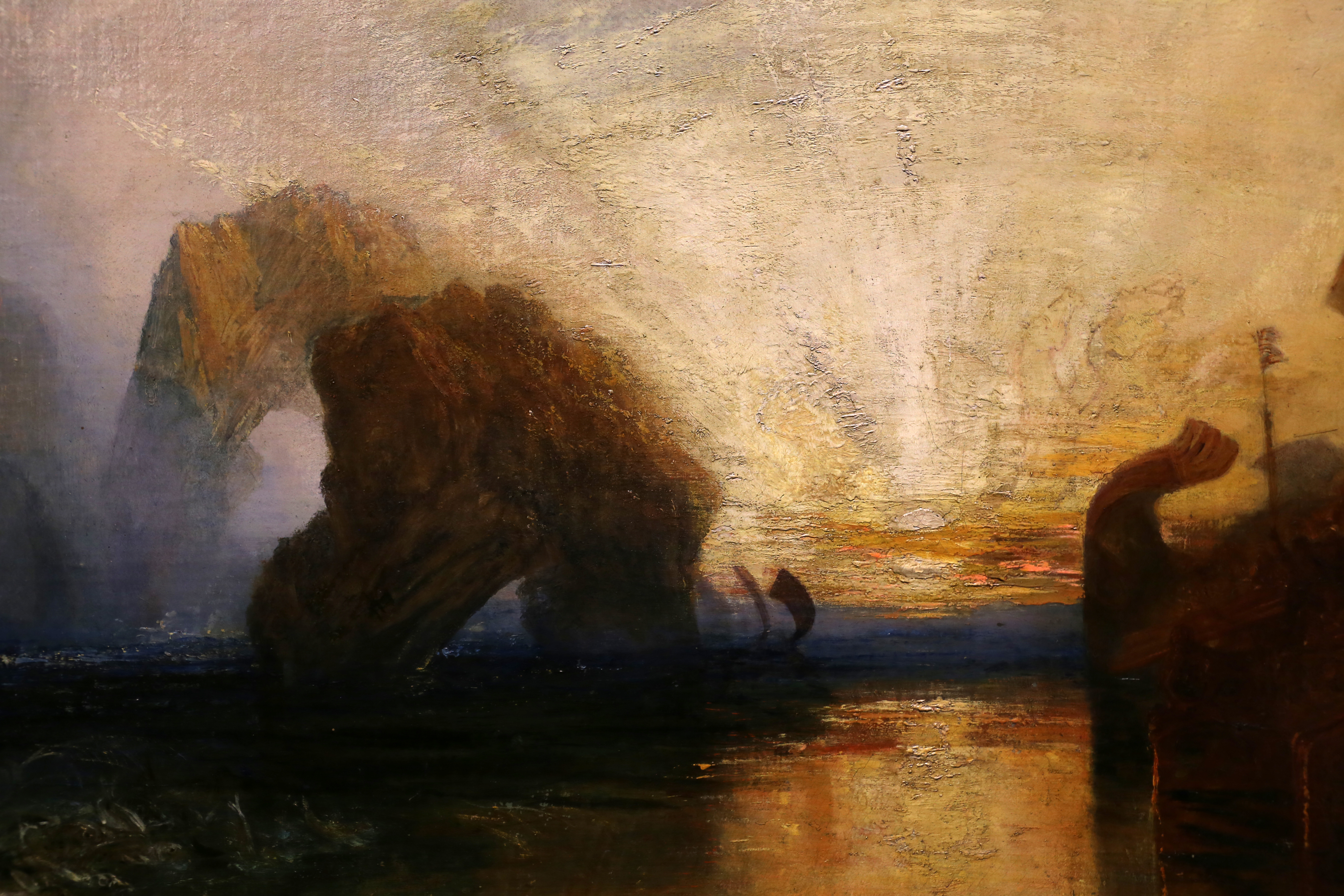
ディテール。海から昇る太陽。太陽神の馬の描写がかすかに見える
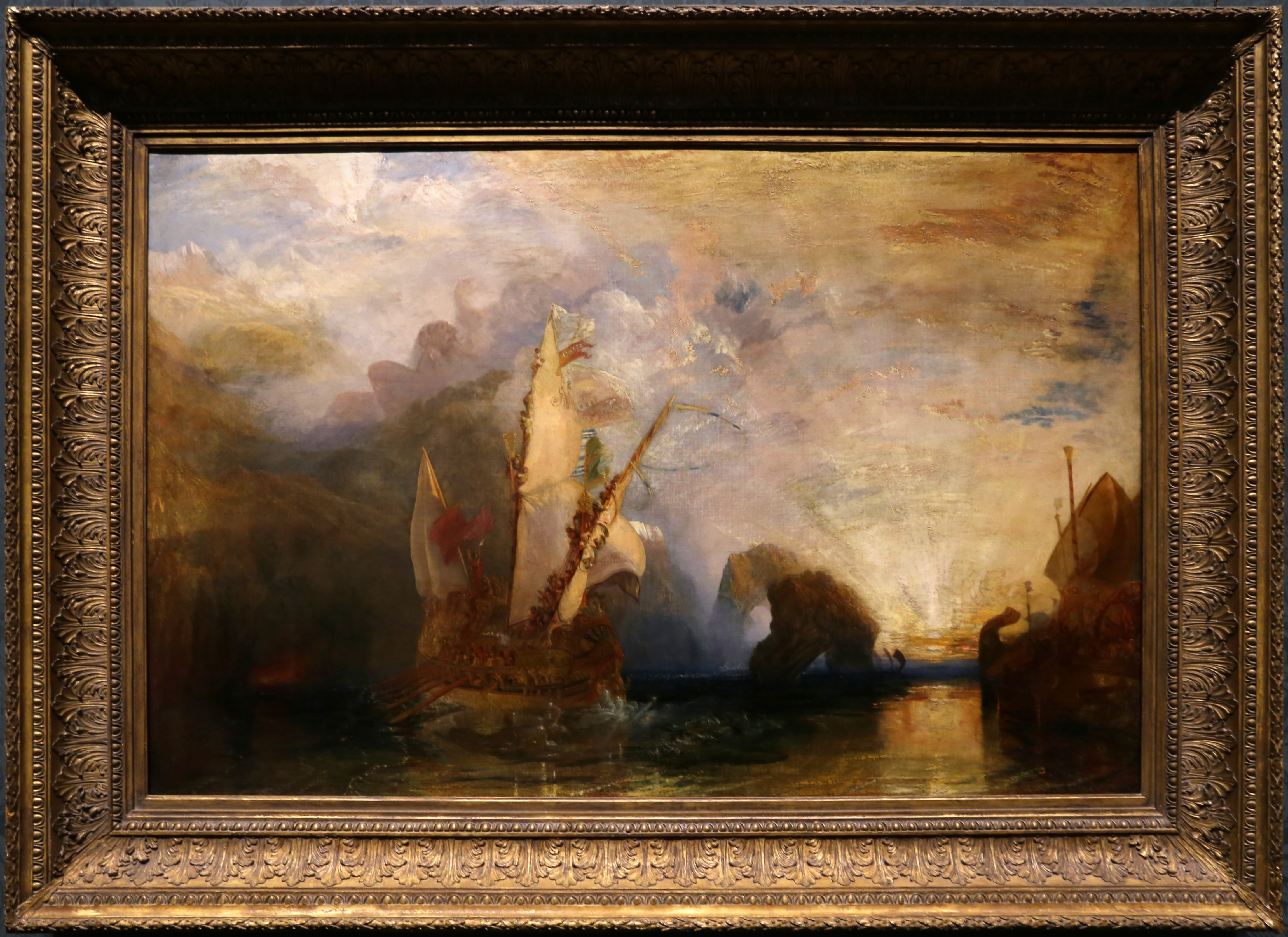
額縁
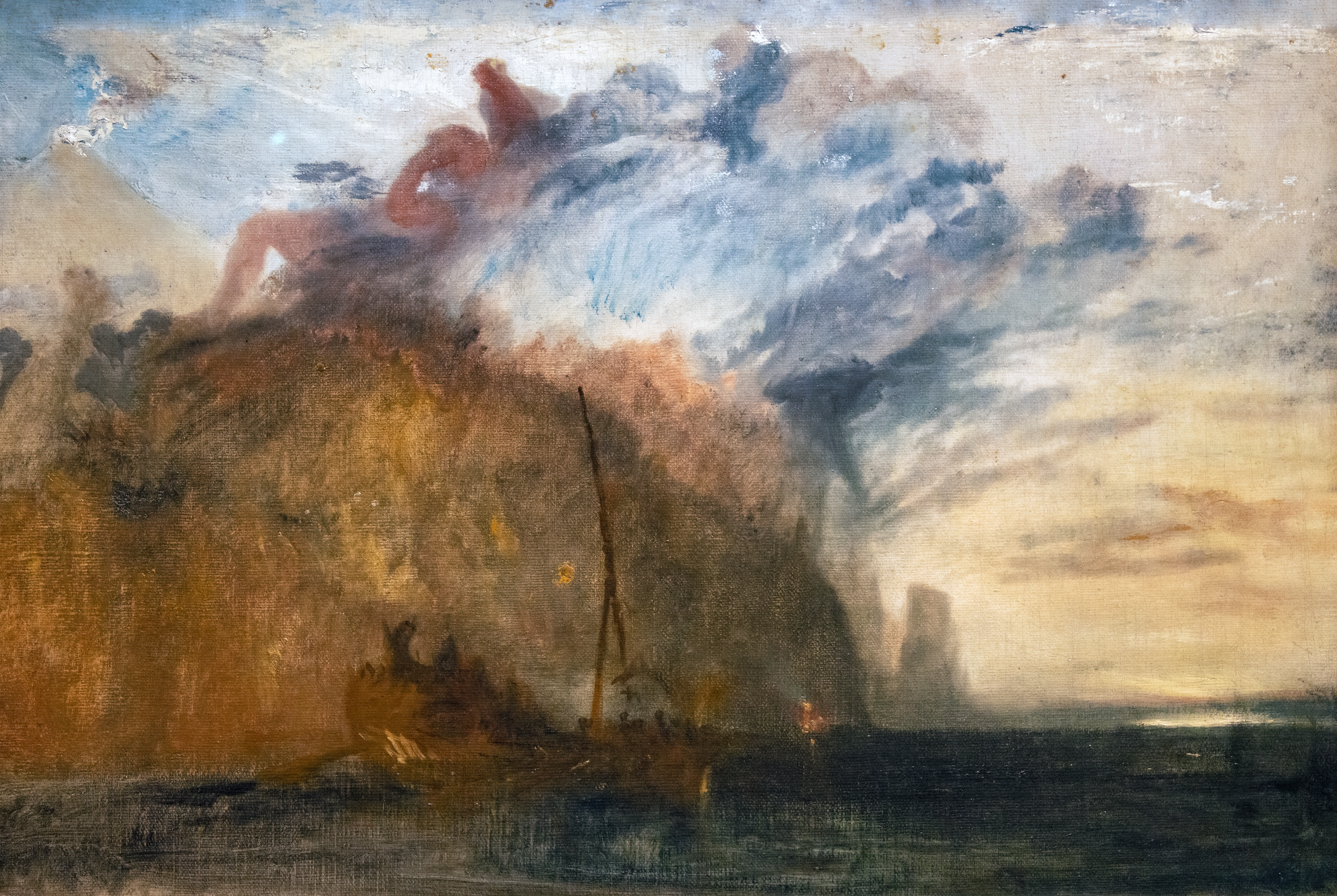
本作品のための油彩画スケッチ 1827年から1828年の間 テート・ギャラリー所蔵
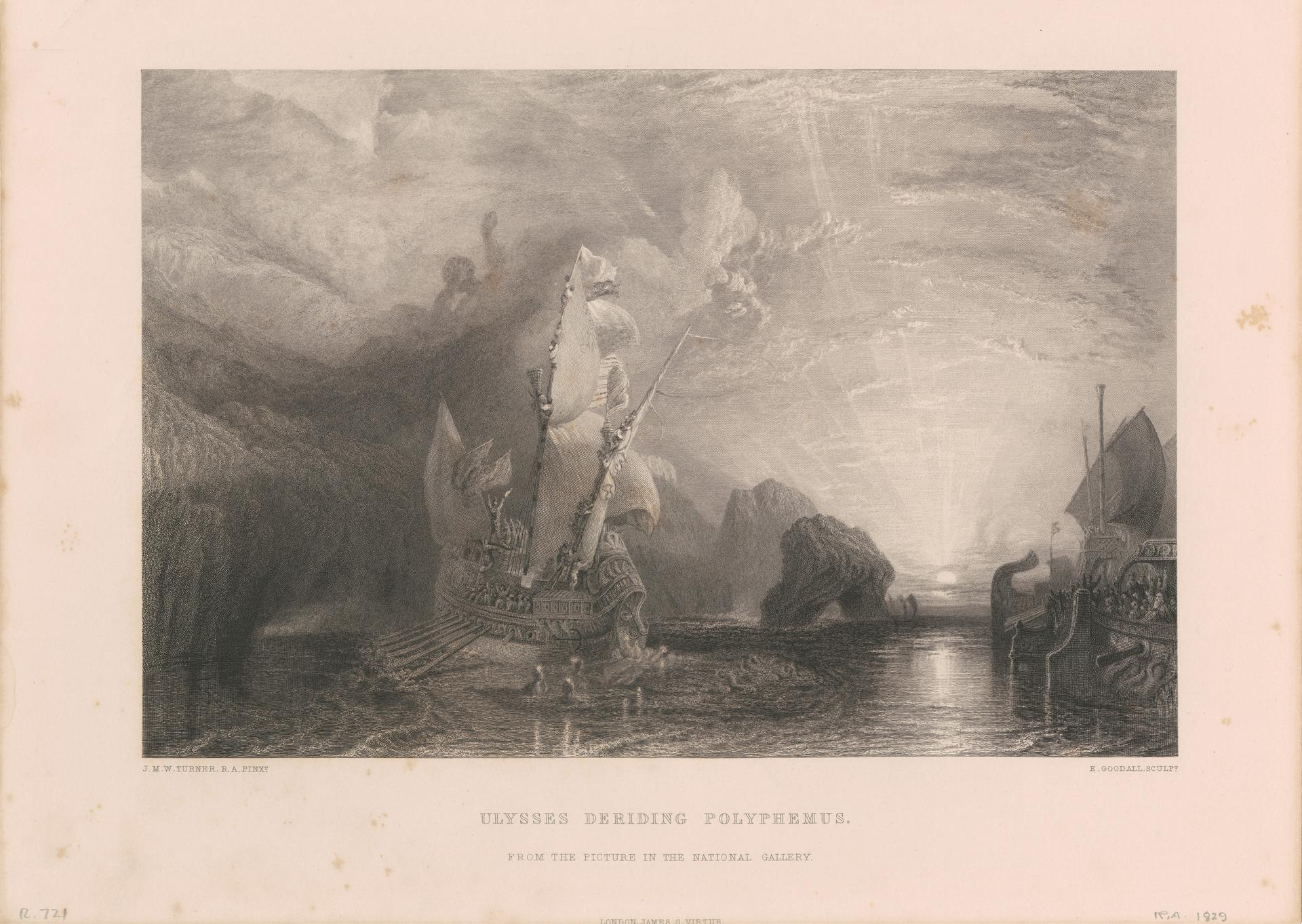
エドワード・グドール（英語版）によるエングレーヴィング 1859年から1861の間